# Aleosan
Aleosan est une municipalité de la province de Cotabato, aux Philippines. En 2015, la localité compte 39 405 habitants.